# Science-Fiction-Jahr 1911
Übersicht

◄◄ | ◄ | 1907 | 1908 | 1909 | 1910 | Science-Fiction-Jahr 1911 | 1912 | 1913 | 1914 | 1915 | ► | ►►

Weitere Ereignisse

## Neuerscheinungen Literatur
| Deutscher Titel                                                                                  | Deutschsprachiges Erscheinungsjahr | Originaltitel      | Autor                                | Anmerkungen                                                                   |
| ------------------------------------------------------------------------------------------------ | ---------------------------------- | ------------------ | ------------------------------------ | ----------------------------------------------------------------------------- |
| Alraune                                                                                          | –                                  | –                  | Hanns Heinz Ewers                    |                                                                               |
| Der Afrikaforscher am Kochherd                                                                   | –                                  | –                  | Bartholomäus Widmayer                | Theaterstück                                                                  |
| Der fliegende Tod                                                                                | –                                  | –                  | Hans Schmidt-Kestner                 |                                                                               |
| Der Menschheit Hochgedanken                                                                      | –                                  | –                  | Bertha von Suttner                   |                                                                               |
| Die alte Erde                                                                                    | 1983                               | Stara Ziemia       | Jerzy Żuławski                       |                                                                               |
| Die neue Oberwelt                                                                                | –                                  | –                  | Paul Scheerbart                      | „Venus-Novellette“ Digitalisat: Internet Archive Transkription auf Wikisource |
| Die Weltbrandschmiede                                                                            | –                                  | –                  | Leonhard Schrickel                   |                                                                               |
| Drei Jahre Geschichte der österreichisch-ungarischen Zolltrennung 1907–1910: Eine Zukunftsvision | –                                  | –                  | A. Helmes                            |                                                                               |
| Eine versunkene Welt                                                                             | –                                  | –                  | Franz Treller                        |                                                                               |
| Hans Hardigs Flugmaschine                                                                        | –                                  | –                  | Paul Loose                           |                                                                               |
| Hundert Jahre Elektrotechnik                                                                     | –                                  | –                  | Hans Dominik                         |                                                                               |
| Im Luftschiff über den Ozean                                                                     | –                                  | –                  | Valerie Hodann (Pseudonym Hans Daub) |                                                                               |
| Mallona                                                                                          | –                                  | –                  | Leopold Engel                        |                                                                               |
| Unterseeboote an die Front!                                                                      | –                                  | –                  | Submare                              |                                                                               |
| Utopia. Eine volkswirtschaftliche Komödie in zwei Akten                                          | –                                  | –                  | Hugo Riekes                          | Theaterstück; 2. Teil 1918                                                    |
| Wunderwelten                                                                                     | –                                  | –                  | Friedrich Wilhelm Mader              |                                                                               |
| Ypsilons Gefrorene Elektrizität                                                                  | –                                  | –                  | Oskar Hoffmann                       |                                                                               |
|                                                                                                  |                                    | The Lord of Labour | George Griffith                      | Zukunftskriegsroman                                                           |

## Neuerscheinungen Filme
| Deutscher Titel                | Deutschsprachiges Erscheinungsjahr | Originaltitel                | Regie           | Anmerkungen |
| ------------------------------ | ---------------------------------- | ---------------------------- | --------------- | ----------- |
| Little Moritz entführt Rosalie |                                    | Little Moritz enlève Rosalie | Henri Gambard   |             |
|                                |                                    | Aerial Anarchists            | Walter R. Booth |             |

## Geboren
- René Barjavel († 1985)
- David Bear († 1982)
- Anthony Boucher, Pseudonym von William Anthony Parker White († 1968)
- Reginald Bretnor († 1992)
- Charles V. De Vet († 1997)
- Jack Finney († 1995) schrieb mit Die Körperfresser kommen die Vorlage zu momentan vier Kinofilmen
- Gardner Fox, Eigenname von Bart Sommers († 1986)
- Raymond Z. Gallun († 1994)
- William Golding († 1993) schrieb Herr der Fliegen
- L. Ron Hubbard († 1986)
- Hans K. Kaiser (Pseudonym Karl Hansen; † 1985)
- Gerald Kersh († 1968)
- Fletcher Knebel († 1993)
- C. L. Moore († 1987)
- Edmund H. North († 1990)
- Leigh Richmond († 1995)
- James H. Schmitz († 1981)
- George O. Smith († 1981)
- Margaret St. Clair († 1995)

## Gestorben
- Hans Hochfeldt (* 1856)